# 潘禎
潘禎（1435年—？），字應昌，浙江台州府天台縣人，明朝政治人物。進士出身。

## 生平
天順三年（1459年）舉己卯科浙江鄉試第十三名。成化二年（1466年）丙戌科會試第二百十四名，殿試登進士第二甲第七十八名。

## 家族
曾祖潘叔安。祖父潘伯莊。父亲潘偉，曾任教授。